# Мемфис Минни
Ме́мфис Ми́нни (англ. Memphis Minnie, настоящее имя Лиззи Даглас, англ. Lizzie Douglas; 3 июня 1897 — 6 августа 1973) — американская блюзовая певица, гитаристка, автор собственных песен, единственная из женщин в блюзе, кого критики ставили в один ряд с ведущими блюзменами 1930-х — 1940-х годов. Карьера её в звукозаписи длилась сорок лет: это достижение не превзошла ни одна женщина в шоу-бизнесе первой половины XX века.

## Творчество
Мемфис Минни, которую критики относят к числу самых влиятельных исполнительниц и гитаристок блюза, одной из первых перешла на электрогитару в 1942 году и создала собственный стиль, соединив традиции блюза южных штатов со звучанием музыки кантри. Биг Билл Брунзи вспоминал, как она побеждала и его и Тампу Реда в гитарном конкурсе, и утверждал, что она — лучшая из всех женщин-гитаристок, каких ему когда-либо приходилось слышать.
Мемфис Минни была трижды замужем, каждый раз — за известным блюзовым гитаристом своего времени (Канзас Джо Маккой, позже участник Harlem Hamfats; Кейси Билл Уэлдон из Memphis Jug Band; Эрнест «Сынишка Джо» Лоулерс).
Творческий расцвет Мемфис Минни пришёлся на начало 40-х годов, когда появились её известные песни: «Nothing in Rambling», «In My Girlish Days», «Looking The World Over», «My and My Chauffeur Blues».

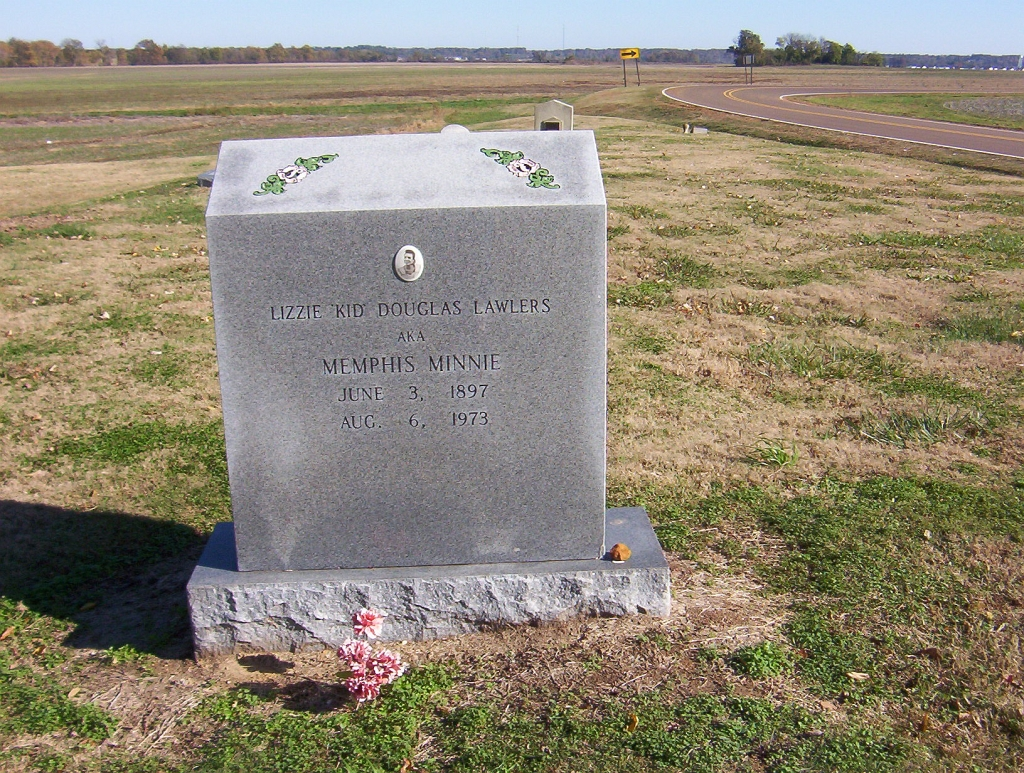
Могила Мемфис Минни

В середине 1950-х годов здоровье Мемфис Минни ухудшилось: она прекратила выступать и записываться, свои последние годы провела в доме для престарелых, а скончалась от инсульта в 1973 году в Мемфисе, штат Теннесси, и была похоронена на кладбище Баптистской церкви «Новая вера» в Уоллс, округ Десото, штат Миссисипи.
В 1960-х годах, с расцветом блюз-рока интерес к творчеству Мемфис Минни пробудился вновь: многие известные исполнители, в частности, Роберт Плант, называли её в числе основных влияний. В 1980 году посмертно Мемфис Минни была введена в Blues Foundation’s Hall of Fame .
Led Zeppelin включили версию песни Мемфис Минни и Джоя Маккоя «When the Levee Breaks» с измененными текстом и мелодией в альбом Led Zeppelin IV. По мотивам этой же песни Боб Дилан написал «The Levee’s Gonna Break» (2006, альбом Modern Times).

## Дискография

### Альбомы (избранное)
- 1997 — Me & My Chauffeur 1935—1946 (с Little Son Joe)
- 1988 — I Ain’t No Bad Gal
- 2000 — Picking The Blues (c Kansas Joe)
- 2002 — The Blues: Queen of the Blues: 1929—1941
- 2002 — Crazy Crying Blues
- 2002 — Jazz Heritage: Moaning the Blues